# Клинцовская волость
Клинцо́вская волость — административно-территориальная единица в составе Клинцовского уезда, существовавшая в 1920-х годах.
Центр — город Клинцы.

## История
Волость была образована путём слияния Голубовской, Рожновской и части Кулагской волостей Клинцовского уезда. Позднее в её состав была передана и часть Великотопальской волости Новозыбковского уезда.
В 1929 году, с введением районного деления, волость была упразднена, а на её территориальной основе был сформирован Клинцовский район Западной области (ныне в составе Брянской области).

## Административное деление
По состоянию на 1 января 1928 года, Клинцовская волость включала в себя следующие сельсоветы: Ардонский, Балдовский, Близненский, Богородицкий, Бутовский, Вьюнко-Лукьяновский, Гнилушский, Голубовский, Гутокорецкий, Займищенский, Заречьенский, Казеннотуроснянский, Киваевский, Кневичский, Кожушьенский, Кореневский, Кузнецкий, Лопатинский, Лутенский, Мартьяновский, Песчанский, Рожновский, Руднеголубовский, Руднетереховский, Синьковский, Смолевичский, Смотровобудский, Суббовичский, Теремошский, Тулуковщинский, Туроснянский, Унечский, Чертовичский.